# Kaldalón
Die Bucht Kaldalón (deutsch „Kalte Lagune“) liegt in den Westfjorden Islands genauer im Ísafjarðardjúp. Die Bucht unterteilt die Küste in den nördlicheren Abschnitt Snæfjallaströnd und den südlicher gelegenen Langadalsströnd.
Sie ist etwas über 2 km breit und reicht 4 km weit in das Land. Der Kaldalónsjökull, eine Gletscherzunge des Drangajökull, ist hier nur 4,5 km vom Meer entfernt. Der Snæfjallastrandarvegur  verläuft um diese Bucht in diesem unbesiedelten Landesteil. 
Der Überlieferung nach bedeckte der Gletscher im 18. Jahrhundert das Gehöft Lónhóll, das an der Bucht lag. Urkundlich erwähnt wird ebenfalls der Hof Trimbilsstaður, von dem heute keine Spuren mehr zu finden sind.
Der Arzt und Komponist Sigvaldi Stefánsson benannte sich nach dieser Bucht Sigvaldi Kaldalóns. Er hatte in der Nähe in Ármúli gewohnt und schrieb unter anderem die Melodie für das bekannte Reiterlied Á Sprengisandi (Ríðum, ríðum).

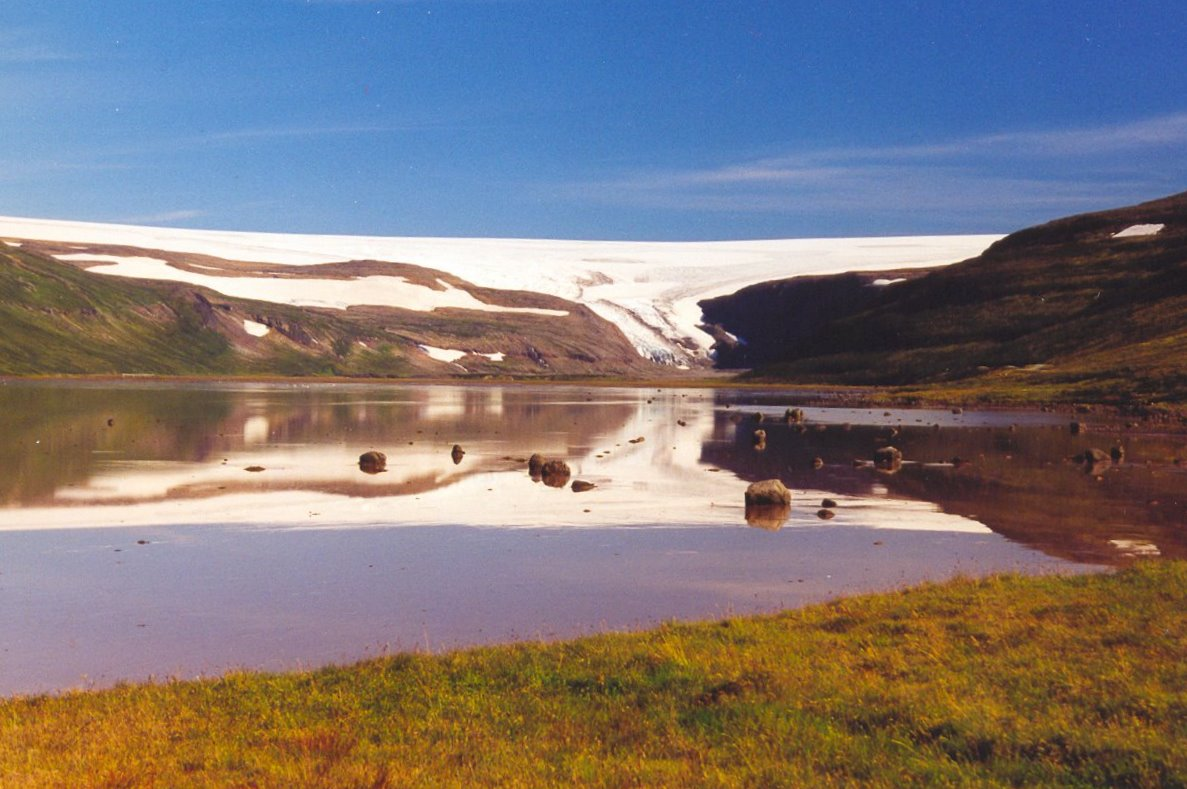
Die Gletscherzunge des Drangajökull weist auf die Kaldalón-Bucht. Dahinterliegend das Eisfeld des Gletschers.
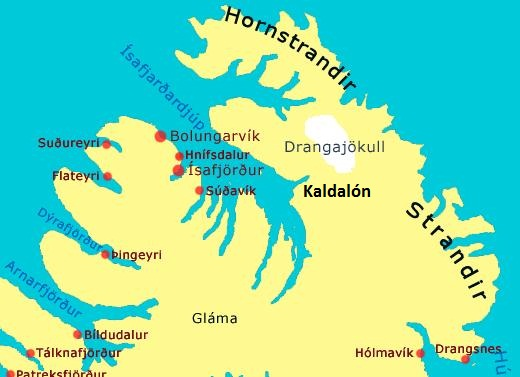
Lage der Kaldalón-Bucht im nördlichen Teil der Westfjorde
Lage der Bucht Kaldalón zwischen Snæfjallaströnd und Langadalsströnd